# صموئيل فرويند
صموئيل فرويند (بالألمانية: Samuel Freund)‏ هو حاخام ألماني، ولد في 24 سبتمبر 1868 في غليفيتسه في بولندا، وتوفي في 28 يونيو 1939 في هانوفر في ألمانيا.